# Интеллектуальная транспортная система
Интеллектуальная транспортная система (ИТС; англ. Intelligent transportation system) — интеллектуальная система, использующая инновационные разработки в моделировании транспортных систем и регулировании транспортных потоков, предоставляющая конечным потребителям большую информативность и безопасность, а также качественно повышающая уровень взаимодействия участников движения по сравнению с обычными транспортными системами.
Определение ИТС в различных источниках:
- Интеграция современных информационных и коммуникационных технологий и средств автоматизации с транспортной инфраструктурой, транспортными средствами и пользователями, ориентированная на повышение безопасности и эффективности транспортного процесса[1].
- Система управления, интегрирующая современные информационные и телематические технологии и предназначенная для автоматизированного поиска и принятия к реализации максимально эффективных сценариев управления транспортно-дорожным комплексом региона, конкретным транспортным средством или группой транспортных средств с целью обеспечения заданной мобильности населения, максимизации показателей использования дорожной сети, повышения безопасности и эффективности транспортного процесса, комфортности для водителей и пользователей транспорта[2][3][4].
- Системные изменения, направленные на: 1) предоставление различных инновационных услуг для различных видов транспорта; 2) достижение устойчивой мобильности через повышение эффективности, безопасности и экологичности транспорта. Таким образом, ИТС рассматриваются ключевыми заинтересованными сторонами в качестве «моста», позволяющего устранить существующий в настоящее время разрыв в плане устойчивости между транспортными системами[5].

Несмотря на то, что фактически ИТС может включать все виды транспорта, европейское определение ИТС согласно директиве 2010/40/EU от 7 июля 2010 года трактует ИТС как систему, в которой применяются информационные и коммуникационные технологии в сфере автотранспорта (включая инфраструктуру, транспортные средства, участников системы, а также дорожно-транспортное регулирование), и имеющую наряду с этим возможность взаимодействия с другими видами транспорта.

## Предпосылки
Интерес к ИТС появился с приходом проблем дорожных заторов как результат объединения современных технологий моделирования, управления в реальном времени, а также коммуникационных технологий. Дорожные заторы появляются по всему миру как результат увеличивающейся автомобилизации, урбанизации, а также как роста населения, так и увеличивающейся плотности заселения территории. Дорожные заторы уменьшают эффективность дорожно-транспортной инфраструктуры, увеличивая таким образом время пути, расход топлива и уровень загрязнения окружающей среды.

## Интеллектуальные транспортные технологии
ИТС различаются по применяемым технологиям: от простых систем автомобильной навигации, регулирования светофоров, систем регулирования грузоперевозок, различных систем оповестительных знаков (включая информационные табло), систем распознавания автомобильных номеров и систем регистрации скорости транспортных средств, до систем видеонаблюдения, а также до систем, интегрирующих информационные потоки и потоки обратной связи из большого количества различных источников, например из систем управления парковками (Parking guidance and information (PGI) systems), метеослужб, систем разведения мостов и прочих. Более того, в ИТС могут применяться технологии предсказывания на основе моделирования и накопленной ранее информации.

### Беспроводная связь
В ИТС могут использоваться различные виды беспроводной связи.
Например, может использоваться радиосвязь на большие (ДМВ) и короткие (УКВ) расстояния.
На небольших расстояниях может использоваться беспроводная связь по стандартам IEEE 802.11 (Wi-Fi), особенно стандарт IEEE 802.11p (WAVE). Также, например, в США используется стандарт DSRC, продвигаемый американской общественной организацией интеллектуального транспорта и департаментом транспорта США.
Также могут использоваться технологии WiMAX, GSM, 3G, 4G или 5G.

### Вычислительные технологии
Современные разработки в технологиях встраиваемых систем позволяют использовать операционные системы реального времени, а также более высокоуровневые приложения, дающие возможность применять разработки в области искусственного интеллекта. Рост мощностей процессоров, используемых во встраиваемых системах, а также повышение их совместимости с процессорами в персональных компьютерах, ведёт к расширению возможностей повторного использования кода и переносу более интеллектуальных сервисов с уровня ПК в уровень встраиваемой системы.